# 短角情事
《短角情事》是法国导演阿涅斯·瓦尔达於1955年拍攝的電影处女作，许多评论家視之為 法国新浪潮的先驅。 電影故事发生於法國南部赛特，電影原名la pointe courte是該市的漁村。

## 故事
主角Philippe Noiret來自海邊小鎮，他發現難以理解生於巴黎的妻子，在四年的婚姻過後，夫妇關係產生问题：妻子喜欢她的丈夫，但卻考虑离开他，他曾有外遇，但她並非嫉妒，而是質疑爱情本身，他們於是前往丈夫的故鄉以解決問題。这对夫妇讨论生活，并認清事实：二人注定一起，即使感情已经变質。 他们回到巴黎以後，妻子因為看見丈夫的家鄉，於是更了解他的性格。 隨著故事發展，我们看到生活於漁村的人，他們雖然貧困卻自豪；渔民想從受细菌污染的小礁湖撈取贝壳、一个小女孩死於未知的疾病、年轻人在本地水上運動會證明實力以後，終於獲允許約會鄰家的16岁女儿。

## 製作
瓦尔达最初前往la pointe courte，是為拍攝一名再無法回家的的友人。 看到她在當地拍攝的影像以後，她租借摄影机，拍摄关于一對夫妇从巴黎到訪丈夫的家乡la pointe courte的故事。 瓦尔达设立合作社并开始製作，電影预算只有14000美元；大概只有當時電影的四分之一。演員和製作人員也沒有支薪。

## 主题
在1962年的访問中，瓦尔达談及電影的两个主题：「其一是夫妇重新考虑兩人关系，其二是為求眾人生存，而试图解决问题的村莊。」

## 註譯
1. ↑  Neupert 2007, p.57
2. ↑  Neupert 2007, p.60